# Красний Восток (Наровчатський район)
Кра́сний Восто́к (рос. Красный Восток) — селище складі Наровчатського району Пензенської області, Росія.
Населення — 21 особа (2010; 29 у 2002).
Національний склад станом на 2002 рік:
- росіяни — 52 %
- мордва — 45 %